# Peter Foerster (Maler)
Peter Ludwig Foerster (* 26. August 1887 in Aachen; † 6. März 1948 in Frankfurt am Main) war ein deutscher Maler und Zeichner.

## Leben
Peter Foerster war der erste Sohn des Schneidermeisters Heinrich Foerster (* 23. April 1862 in Aachen) und dessen Frau Anna Maria, geb. Pontz (* 15. Juni 1861). Von 1905 bis 1908 besuchte er die Kunstgewerbeschule Aachen und im Anschluss daran bis 1911 die Hochschule für bildende Künste Berlin sowie die Unterrichtsanstalt des Kunstgewerbemuseums Berlin. Seine Lehrer waren u. a. Anton von Werner, Georg Koch und Woldemar Friedrich. Die künstlerische Ausbildung absolvierte er zusammen mit seinem Jugendfreund Mies van der Rohe, mit dem er zeitlebens eng befreundet war.
Am 8. August 1913 heirateten Peter Foerster und Gertrud Helene Gehrmann (1886–1968). Das Paar trennte sich um 1935. Im Ersten Weltkrieg war Foerster von Mai 1915 bis zum Kriegsende als Soldat eingesetzt. Anfangs kamen er und Mies van der Rohe zusammen zu den Pionieren. Nach dem Krieg war Foerster erneut in Berlin ansässig und tätig. Am 20. Februar 1921 wurde die Tochter Gisela geboren.
1925 hielt sich Foerster das erste Mal längere Zeit in Italien auf. In den folgenden Jahren reiste er erneut nach Italien sowie nach Belgien, Frankreich und in verschiedene deutsche Städte. 1928 erhielt er den Auftrag, den deutschen Pavillon für die Weltausstellung 1929 in Barcelona auszugestalten. Vermutlich war er hier als persönlicher Mitarbeiter Mies van der Rohes tätig.
Über Mies van der Rohe hatte Peter Foerster wohl auch Kontakt zum Bauhaus. So soll er sich u. a. um das Archiv des Bauhauses gekümmert haben. Ab 1934 war er als Lehrer an der Reimann-Schule tätig. 1935 wurde ihm durch eine Förderung des Preußischen Kulturministeriums ein Studienaufenthalt an der Kasseler Kunstakademie ermöglicht. Während dieser Zeit lernte er seine zweite Frau Ortrud Schultheiß kennen.
1936 kehrte Foerster nach Berlin zurück und hatte nun neben 49 anderen Künstlern im ‚Ateliergebäude Klosterstraße‘ – neben Werner Heldt, Herbert Tucholski, Käthe Kollwitz, Hermann Blumenthal u. a. ein Atelier.
Mithilfe des Rompreises der Villa Massimo war Foerster 1936 bis September 1937 in Italien. Dort bereiste er u. a. Rom, den Vesuv, San Gimignano und Gubbio. 1940 wurde er zum Direktor des neugegründeten städtischen Kulturamtes in Dessau ernannt. Daneben bekleidete er gleichzeitig die Direktorenstelle der städtischen Kunstsammlungen sowie die Stelle des persönlichen Kunstreferenten des Oberbürgermeisters Johannes Sander. Die Wohnung und das Atelier in Berlin behielt Foerster weiterhin, wobei die Wohnung vornehmlich von seiner Frau bewohnt wurde. Während dieser Zeit kam es, wohl u. a. aufgrund der früheren Tätigkeit bei der „Novembergruppe“, „schnell und fortlaufend zu Auseinandersetzungen mit der örtlichen bzw. regionalen NS-Verwaltung und -Führung.“ Peter Foerster beantragte am 10. Dezember 1940 die Aufnahme in die NSDAP und wurde zum 1. Januar 1941 aufgenommen (Mitgliedsnummer 8.253.657).
Am 29. Mai 1941 heirateten Peter Foerster und Bertha Käthe Else Ortrud Schultheiß (geb. 1908) in Gotha. Um 1941/1942 war Foerster als Lehrer an der kunstgewerblichen Abteilung der „Gewerblichen Fachschule“ in Dessau tätig. Am 28. Februar 1943 wurde die Berliner Wohnung der Foersters bei einem Bombenangriff zerstört und Ortrud Foerster zog endgültig zu ihrem Mann nach Dessau. Am 3. Juni 1943 wurde der Sohn Heinrich geboren. Aufgrund der verstärkten Bombenangriffe auf Dessau zogen die Foersters am 13. Januar 1944 nach Zerbst. Zu Pfingsten 1944 wurden das Dessauer Atelier und die dortige Wohnung bei einem solchen Angriff zerstört.
Anfang 1945 verlangte Gauleiter Rudolf Jordan von Foerster „im Angesicht der näherrückenden sowjetischen Truppen die Vernichtung der noch vorhandenen bzw. ausgelagerten Kulturgüter und Kunstwerke der Region Anhalt-Dessau. […] Alle Kunstwerke der Anhaltinischen Gemäldegalerie und der Provinz […] sollten zusammengetragen werden, in den Harz verbracht und dort vernichtet werden. […] Den Angaben von Frau Foerster nach sollten die Werke im Braunschweiger Dom verbrannt werden. Peter Foerster wich diesem Ansinnen durch mehrfache tageweise Abwesenheit aus und verhinderte so auf fast schweyksche Art und Weise diese geplante Aktion des Gauleiters.“
Nach dem Kriegsende war Foerster neben seiner künstlerischen Tätigkeit auch als Restaurator aktiv. Daneben war er auch weiterhin mit der Betreuung und Rückführung der ausgelagerten Kulturgüter betraut. Am 28. November 1945 wurde die zweite Tochter Mathilde Theresia Ortrud in Zerbst geboren. Am 21. Mai 1945 beantragte Foerster eine „politische Unbedenklichkeitsbescheinigung“, um auch fortan als Künstler freischaffend tätig sein zu können. Diese wurde ihm am 14. Mai 1946 vom „Antifaschistischen Ausschuss der Stadt und des Kreises Zerbst“ ausgestellt.
Am 24. Februar 1947 starb die erste Tochter Gisela. Ende des Jahres 1947 flüchtete Foerster zusammen mit dem Sohn Heinrich aus der sowjetischen Besatzungszone von Zerbst zu Fuß über den Harz, nach Helmstedt und schließlich nach Frankfurt am Main. Während dieser Flucht zog sich Foerster eine Lungenentzündung zu, die eine Hirnhautentzündung nach sich zog. An deren Folgen sowie an den Folgen der Auszehrung und der Mangelernährung verstarb er am 6. März 1948 in Frankfurt. Als die Flucht Foersters bekannt wurde, kam es zur Beschlagnahme seiner Habe in Zerbst, und seine Frau und Tochter, welche in Zerbst geblieben waren, sollten festgenommen werden. Beiden gelang die Flucht und sie erreichten Frankfurt einen Tag vor dem Tod Peter Foersters.
Ab den 1960er/1970er Jahren waren Arbeiten Peter Foersters vermehrt bei Ausstellungen zu sehen. Und zugleich begann sich auch der Kunstmarkt verstärkt für Foersters Werke zu interessieren.

## Mitgliedschaften
Ab 1919 war Foerster Mitglied der Novembergruppe und ab 1920 war er innerhalb des Vorstands als zweiter Schriftführer aktiv. Ab 1933 war Foerster Mitglied der Künstlergruppe „Die Gemeinschaft“. Daneben war er auch Mitglied im Verein Berliner Künstler.

## Ausstellungen (Auswahl)
Ab 1920 war Foerster an zahlreichen Ausstellungen der „Novembergruppe“ beteiligt. Daneben war er im Rahmen der „Novembergruppe“ an den Großen Berliner Kunstausstellungen beteiligt. Zumindest 1923 fungierte Foerster explizit auch als Mitglied der Ausstellungskommission innerhalb der „Novembergruppe“.
1922 beteiligte sich Foerster an der „Ersten Internationalen Kunstausstellung Düsseldorf“. 1928 wurden Werke Foersters bei der „II. Jubiläumsausstellung: Die Aachener im Reich“ im Suermondt-Ludwig-Museum gezeigt. Dies war das erste Mal, dass Arbeiten Foersters in seiner Heimatstadt zu sehen waren. Im selben Jahr war er beteiligt an der Ausstellung „Deutsche Kunst“ in Düsseldorf.
1933 und 1934 war Foerster maßgeblich beteiligt an der Wanderausstellung „Die Gemeinschaft“, welche zudem Arbeiten zeigte von u. a. Heinz Fuchs, Paul Grunwaldt, Hans Jürgen von Nolcken. 1935 war er auf der Ausstellung „Junge Berliner Künstler“ im Anhaltinischen Kunstverein in Dessau vertreten; im selben Jahr auch bei der Ausstellung „Wille zur Form“ im Städtischen Museum in Stettin vertreten.
Ab 1936 war Foerster an Ausstellungen der Ateliergemeinschaft Klosterstraße beteiligt. Ebenfalls 1936 beteiligte er sich an der, anlässlich der Olympiade veranstalteten, Ausstellung „Vom schönen und starken Deutschland“ im Berliner Künstlerhaus. 1939 fand die wohl erste Einzelausstellung mit Werken Foersters im Aachener Suermondt-Ludwig-Museum statt. Im selben Jahr war Foerster noch vertreten bei der Ausstellung „Deutsche Kunst der Gegenwart“ in Stettin sowie bei der Herbstausstellung des „Vereins Berliner Künstler“.
Von 1940 bis 1942 war Foerster mit insgesamt neun Werken (fünf Aquarelle, zwei Bleistiftzeichnungen, ein Pastell und eine Tuschezeichnung) bei der Großen Deutschen Kunstausstellung im Haus der Deutschen Kunst in München vertreten. Das dort 1940 ausgestellte Aquarell „Fuldagasse in Kassel“ (entstanden im Jahr seines Studienaufenthalts in Kassel 1935, Kat.Nr. A080) wurde von Adolf Hitler für 500 Reichsmark angekauft.
1941 war Foerster bei der Ausstellung „Deutsche Maler sehen Italien“ im Künstlerhaus Berlin vertreten. 1944 wurden Arbeiten von ihm bei der Ausstellung „Dessau, ein Stadt- und Landschaftsbild aus 4 Jahrhunderten“ gezeigt. Zwischen 1934 und 1943 war er an mindestens 19 Ausstellungen beteiligt.
1960 war Foerster bei der Wanderausstellung „Berlin. Ort der Freiheit für die Kunst“ vertreten, welche von der Berliner Nationalgalerie und der Hochschule für Bildende Künste Berlin veranstaltet wurde. 1961 waren Werke von ihm in der Ausstellung „Neue Sachlichkeit“ im Rahmen der Berliner Festwochen im Haus am Waldsee zu sehen.
1967 wurde eine Arbeit Foersters bei der Ausstellung „Magischer Realismus in Deutschland 1920–1933“ im Kunst- und Museumsverein Wuppertal gezeigt. 1968/1969 war er bei der Ausstellung „Realismus in der Malerei der Zwanziger Jahre“ vertreten, welche zuerst im Kunstverein Hamburg und später im Kunstverein Frankfurt gezeigt wurde.

## Preise
- 1935: Albrecht-Dürer-Preis der Stadt Nürnberg.
- 1936: Rompreis der Villa Massimo.

## Ankäufe
- 1927 kaufte die Nationalgalerie (Berlin) unter Ludwig Justi das auf der „Großen Berliner Kunstausstellung“ gezeigte Werk Südliche Stadtlandschaft / Italienische Landschaft II.[15]
- 1978 erwarb die Berlinische Galerie das um 1924 entstandene Gemälde Orangenstilleben (mit Messer).
- 1989 erwarb das Suermondt-Ludwig-Museum mit Mitteln der Heinz-Heinrich-Gedächtnisstiftung das Aquarell Blick auf gotischen Hochchor der Kathedrale in Tournai (1917), die Zeichnung St. Jacobskerk I. Antwerpen Seitenansicht (1928) und das Aquarell Landungssteg/Zeebrugge (1929).